# Saikai
Saikai (japanska: 西海市?, Saikai-shi) är en stad i Nagasaki prefektur i Japan. Staden fick stadsrättigheter 2005.